# Phascolosoma exasperatum
Phascolosoma exasperatum är en stjärnmaskart som beskrevs av William Stimpson 1865. Phascolosoma exasperatum ingår i släktet Phascolosoma och familjen Phascolosomatidae. Inga underarter finns listade i Catalogue of Life.